# Murchison-Erdbeben von 1929

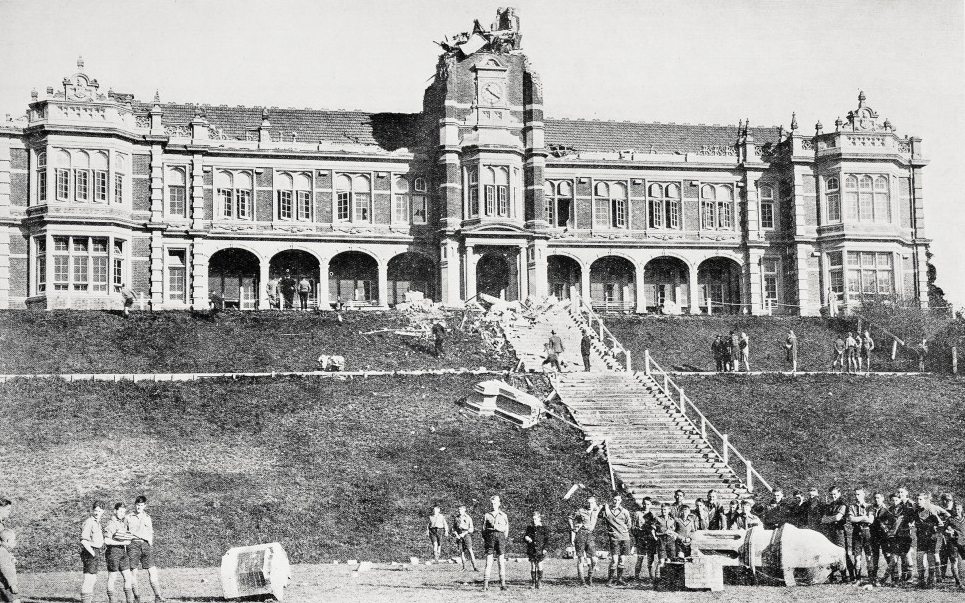
Das vom Murchison-Erdbeben beschädigte Nelson College am 17. Juni 1929

Das Murchison-Erdbeben von 1929, auch als Buller-Erdbeben bekannt, fand in der Region West Coast auf der Südinsel von Neuseeland statt und war so heftig, dass die Schockwelle fast über ganz Neuseeland wahrgenommen werden konnte.

## Geografie
Das Zentrum des Bebens lag in der Lyell Range, nahe dem kleinen Ort Murchison (in der Region Tasman) und etwa 60 km östlich von Westport. Die White Creek Fault, die einen Teil der Lyell Range bildet und bis zu diesem Zeitpunkt als inaktiv angesehen wurde, verschob sich horizontal und vertikal.

## Das Beben
Am 17. Juni 1929 gegen 10:17 Uhr morgens, nachdem über eine halbe Stunde lang kleinere Vorbeben registriert worden waren, kam die Erde mit heftigen Auf- und Abwärtsbewegungen nach oben. Das Erdbeben mit der Stärke 7,8 verschob an der Bruchkante den Boden um 2,1 m seitwärts und 4,5 m vertikal in die Höhe. Die vertikalen Bewegungen waren so heftig, dass Menschen auf den Boden geworfen wurden und sich wie seekrank fühlten. Es wurde berichtet, dass der sich wie rollender Donner anhörende Lärm des Bebens über 100 km weit hörbar war, nach einigen Quellen sogar bis in die Region Taranaki.
17 Menschen kamen ums Leben, die meisten davon durch Erdrutsche. Das Zentrum des Bebens, im Tal des Buller River um Murchison herum, war von der Außenwelt abgeschnitten. Zahlreiche Erdrutsche, aufgebrochene Straßen und Wege und blockierte Flüsse machten den Zugang unmöglich. Die einzige Straße durch das Tal des Buller River war an der Bruchkante der Verwerfung z. B. durch einen 2 m hohen Wall unterbrochen. Zwölf Stunden nach dem Beben und nach einem neunstündigen Marsch erreichte ein Nachrichtenüberbringer das nur 40 km westlich flussaufwärts gelegene Glenhope, um Hilfe zu holen. Es war Winter und Sturm, Regen und Kälte machten den Menschen zusätzlich zu schaffen. Sie schliefen in Zelten oder in Schuppen und hatten Mangel an Lebensmitteln. Nach fünf Tagen wurden die Bewohner von Murchison und Umgebung dann schließlich evakuiert und sicher nach Nelson gebracht.
Die Reparatur der Buller Gorge Road, heute als New Zealand State Highway 6 bekannt, dauerte 18 Monate. Bis zu diesem Zeitpunkt waren Westport und Reefton nur mit dem Pferd zu erreichen.
Die Gesamtkosten der Schäden wurden mit 236 Mio. NZ$ beziffert.